# Gottardo Freschetti
Gottardo Freschetti (Viggiù, 4 maggio 1906 – Milano, 18 febbraio 1979) è stato uno scultore italiano.

## Biografia

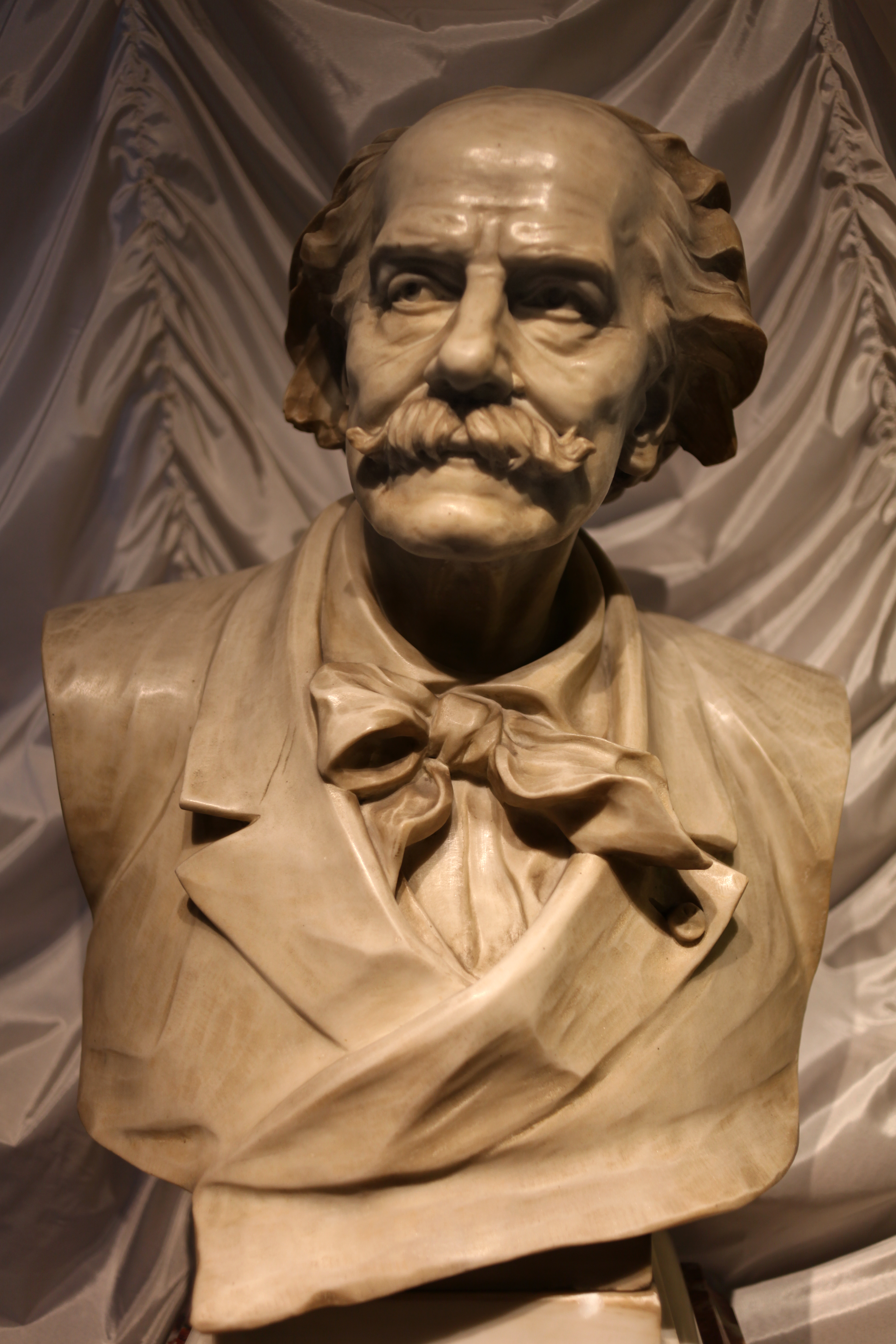
Ritratto di Jules Massenet, al Museo del Teatro alla Scala di Milano

Frequenta la Scuola d'Arte Industriale di Viggiù vincendo alcuni premi nel corso di arte plastica, quindi si iscrive all'Accademia di belle arti di Milano, avendo come docente il professor Bolgiani.
Dagli anni Trenta lavora e collabora con Lodovico Pogliaghi. Questo sodalizio che durerà per oltre 20 anni porterà alla realizzazione di molte opere in diverse città italiane; tra queste si segnalano i due Angeli reggi cero per la Cappella del SS. Sacramento nella Basilica del Santo a Padova (1936 – 1941) e il portale della Basilica di Santa Maria Maggiore a Roma (1936 – 1949).
Della sua vasta produzione, si ricordano:
- i lavori nel Duomo di Chiavari e nella chiesa di San Francesco a Lerici (1932 – 1938);
- nel cimitero di Viggiù: il monumento funebre per la famiglia Galli con Donna orante in ginocchio e quello per la famiglia Carresi con Donna dolente in piedi; i bassorilievi con L'assunzione della Vergine e di Cristo per il monumento funebre della famiglia Bottinelli; Cristo alla colonna in bronzo per la sepoltura della famiglia Bernasconi; i ritratti dei genitori e del fratello in bassorilievo (bronzo) per il monumento di famiglia;
- i lavori nel Santuario di Caravaggio (1939);
- il cancelletto dell'altare maggiore del Santuario del Sacro Monte di Varese (1942); 
- nel cimitero di Mozzate il monumento funebre per la famiglia Zampini (1949 – 1950);
tra il 1950 e il 1965: Madonna, santi Gervasio e Protasio, due angeli ed il timpano per la facciata della chiesa Parrocchiale di Parabiago; i medaglioni in bronzo per la famiglia Conti nella chiesa e nel cimitero di Malnate; Santa Rita per il Cimitero monumentale di Milano; il monumento funebre per la famiglia Lana nel cimitero di Gallarate; i bassorilievi per la cappella Grampa nel Cimitero monumentale di Busto Arsizio e opere che si trovano nei cimiteri di Desio, Varese, Gallarate, Bruzzano e nella chiesa di Melegnano.
Dal 1965 e fino alla morte, oltre ad occuparsi della realizzazione di ritratti a bassorilievo per committenza privata (coniugi Favini al cimitero del Sacro Monte di Varese; famiglia Zambianchi al cimitero maggiore di Milano), libera il suo estro di artista da ogni restrizione nell'eseguire numerose opere in marmo a tutto tondo e a bassorilievo, attualmente di proprietà privata ed in possesso della famiglia Freschetti.
A Viggiù, nella sala IV, del Museo degli Artisti Viggitesi del Novecento, si conservano:
- due bassorilievi con scene della Passione di Cristo
- Madre e bambina
- Maternità
La tomba dell'artista si trova nel cimitero di Viggiù.